# ماکوتو ایشی
ماکوتو ایشی (انگلیسی: Makoto Ishii; ۲۴ فوریهٔ ۱۹۷۶ – ) صداپیشه، و بازیگر اهل ژاپن بود.